# Железная дорога Ижевск — Балезино
Железная дорога Иже́вск — Балезино́ — однопутная железная дорога, на участке Ижевск — Балезино, с тепловозной тягой в Удмуртии, построенная в годы Великой Отечественной войны. Фактически заканчивается на станции Пибаньшур, а не Балезино.
В настоящее время является частью Ижевского отделения Горьковской железной дороги. Железная дорога проходит по территории города Ижевска, Завьяловского, Якшур-Бодьинского, Игринского и Балезинского районов Удмуртии.

## История

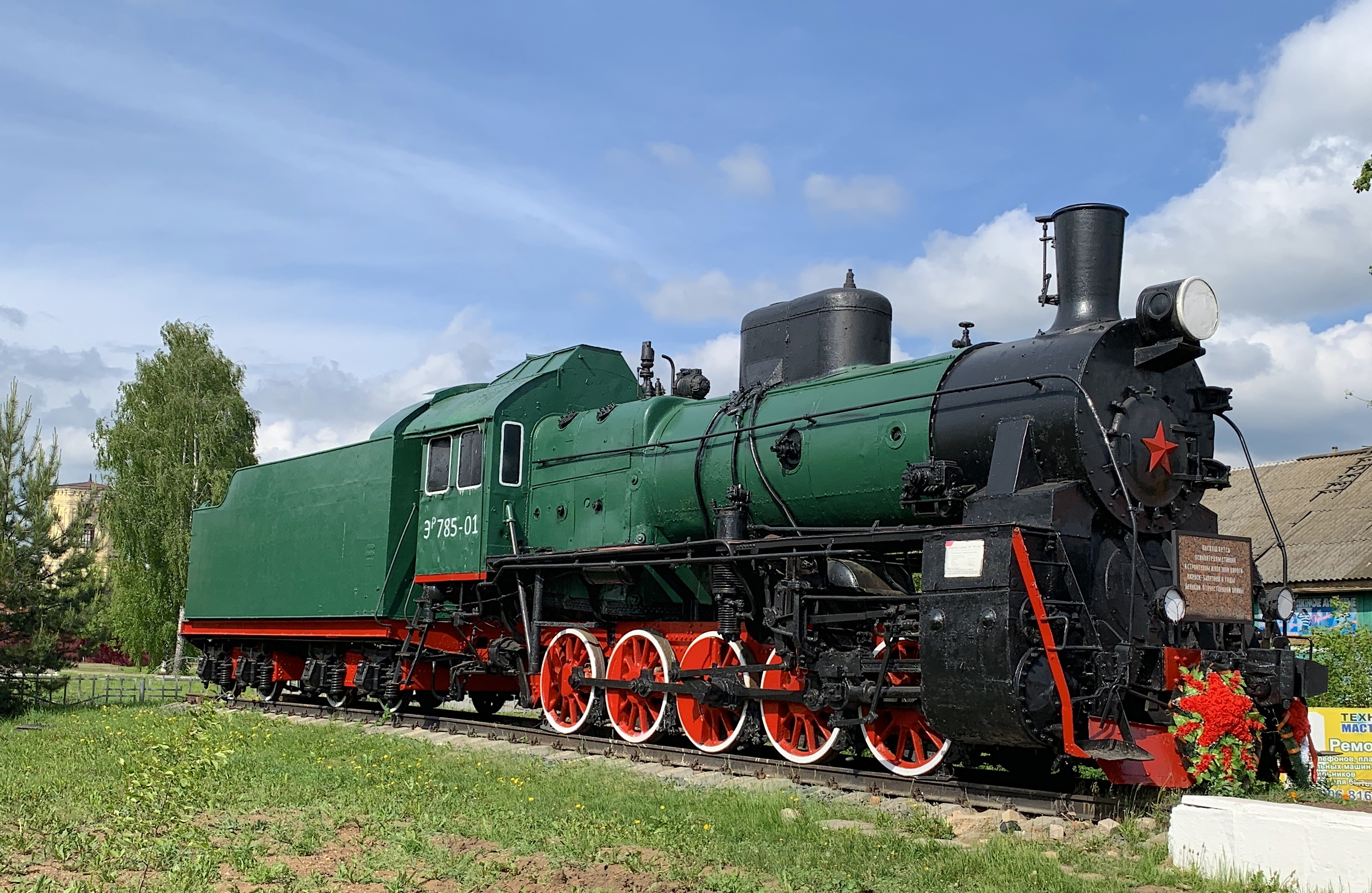
Памятник строителям дороги на станции Балезино.

Строительство дороги началось по решению Государственного комитета обороны СССР от 25 ноября 1941 года и приказу Наркома путей сообщения СССР, от 30 ноября 1941 года, с 1 января 1942 года. Целью строительства было сокращение времени транспортировки угля и древесины с севера на оборонные заводы. Так как к началу строительства большинство мужчин было призвано в армию, дорогу строили в основном женщины и подростки. К строительству в порядке трудовой повинности были привлечены колхозники — 12 000 человек пеших и 4 000 конных. В соответствии с постановлением Совнаркома УАССР и бюро Удмуртского обкома ВКП(б), от 25 декабря 1941 года, первые секретари районных комитетов ВКП(б) и председатели исполнительных комитетов районных советов были обязаны организовать вывод рабочей силы, а также обеспечить строителей инструментами (пилы, топоры, лопаты, ломы, кирки и клинья), продуктами питания, тёплой одеждой, а лошадей — фуражом.

### Строительство
Строительство началось в январе 1942 года. Основной рабочей силой были мобилизованные на строительство колхозники, в строительстве принимали участие 29 районов Удмуртской АССР. Строительство в основном велось вручную, на всём участке работало только два экскаватора, основным транспортом служили лошади. Работать приходилось в очень трудных условиях. Сначала прорубалась просека, выкорчёвывались пни, затем в зависимости от рельефа насыпалась насыпь или выкапывалась выемка. Всего за время строительства было выполнено более 3 миллионов кубометров земляных работ, произведённых в основном вручную.
Максимальный выход работников был организован в июне и июле 1942 года, когда на трассе ежедневно трудилось до 24 тысяч пеших работников и 7,5 тысяч подвод. В марте 1943 года было открыто рабочее движение, а окончательно строительство завершено в 1944 году. В период с 1943 по 1944 годы по дороге перевезено 1,6 миллионов тонн различных грузов.

### Условия труда
Из рапорта строителей железной дороги Ижевск — Балезино, колхозников Удмуртской АССР И. В. Сталину от 6 октября 1943 года:
… Ни днем, ни ночью не прекращалась работа. В 54-градусные морозы, в пургу и метели, под проливным осенним дождем десятки тысяч колхозников и колхозниц трудились на трассе, забывая о сне и отдыхе. У каждого было одно желание — работать так, как подобает гвардейцам тыла, быстрее построить дорогу, которая так необходима Родине…
Из воспоминаний М. Е. Сабуровой:
… Поселились мы в огромном логу, вблизи от села. Построили временное жильё — подобие землянок. В вырытые ямы поставили столбы, сверху накидали жердей и укрыли всё это хвойными лапами. Внутри выкопали нары и укрыли их так же, как и крышу… Работали весь световой день… Техники никакой не было, а работали за кусок хлеба… В бане ни разу не мылись… одежда и обувь превратились в лохмотья…
Особенно трудно приходилось в зимние месяцы, когда промерзшую землю с трудом брали ломы. Из-за отсутствия нормального жилья, негде было просушить одежду. За работу строители получали по 800 граммов хлеба в день, денег не платили. В результате изнурительного труда, голода, болезней и несчастных случаев многие работники погибли.

## Современное состояние
В настоящее время по дороге ходит один пригородный поезд: Ижевск — Балезино, пассажирские поезда Пермь — Новороссийск, Пермь — Адлер, Ижевск — Санкт Петербург и так далее, а также товарные составы.
С 1960-х годов неоднократно обсуждался вопрос об электрификации дороги, но окончательное решение так и не принято.